# Пощальонът (филм, 1994)
„Пощальонът“ (на италиански: Il Postino) е комедийно-драматичен филм от 1995 година на режисьора Майкъл Радфорд.

## Сюжет
Внимание:  Текстът по-долу разкрива сюжета на произведението (или части от него)!
Известният чилийски поет Пабло Неруда, принуден да напусне Чили по политически причини, се установява на малък италиански остров. Неспособен да се справи с огромното количество кореспонденция, идваща от феновете му, поетът наема сина на рибар, Марио, да работи като пощальон за него.

## Актьорски състав
| Актьор                | Роля           |
| --------------------- | -------------- |
| Филип Ноаре           | Пабло Неруда   |
| Масимо Троизи         | Марио Руополо  |
| Мария Грация Кучинота | Беатрис Русо   |
| Ренато Скарпа         | Телеграфистът  |
| Линда Морети          | Дона Роза      |
| Мариано Риджило       | Ди Козимо      |
| Анна Бонайуто         | Матилде Урутия |
| Симона Капарини       | Елса Моранте   |
| Майкъл Даяна          | Паблито        |
| Серджо Соли           | селянин        |